# Boris Vannikov
Boris Lvovitch Vannikov (en russe : Борис Львович Ванников), né le 26 août 1897 à Bakou (Empire russe) et décédé le 22 février 1962 à Moscou (Union soviétique), est un militaire et homme politique soviétique. Il fut l'un des principaux responsables du projet de bombe atomique soviétique.

## Biographie
Boris Vannikov naquit à Bakou, dans une famille juive d'ouvriers du pétrole. Après avoir lui-même travaillé dans le secteur pétrolier, à la construction de routes, puis comme mécanicien, il sortit diplômé du collège polytechnique de Bakou (1918). En 1920, il s'installa à Moscou, où il travailla à l'Inspection ouvrière et paysanne. En 1926, il étudia à la Grande École technique de Moscou-Bauman. Il fut ensuite directeur de plusieurs usines : usine de machines agricoles de Lioubertsy, Usine d'armes de Toula, Usine de constructions mécaniques de Perm. À partir de 1936, il travailla au commissariat du peuple à l'industrie de la Défense de l'Union soviétique.
Boris Vannikov fut commissaire du peuple pour l'Armement du 11 janvier 1939 au 9 juin 1941. Le 7 juin 1941, il fut arrêté pour « manquements dans l'accomplissement de ses fonctions ». Cependant, alors que l'invasion allemande avait débuté le 22 juin, Vannikov fut libéré le 25 juillet 1941, puis réhabilité et nommé premier adjoint du commissaire du peuple aux Munitions, poste qu'il occupa du 16 février 1942 à juin 1946.
De 1945 à 1953, Vannikov dirigea la première direction principale du Conseil des commissaires du peuple de l'URSS. À ce poste, il travailla sous la direction directe de Lavrenti Beria et supervisa le projet de bombe atomique soviétique. Il fut distingué à trois reprises par le titre de Héros du travail socialiste (1942, 1949 et 1954), et reçut deux fois le prix Staline (1951 et 1953). Après l'arrestation et l'exécution de Beria, en 1953, Vannikov fut rétrogradé au poste de premier vice-ministre des Machines moyennes, un mot de code pour la recherche nucléaire et la production d'armes atomiques en Union soviétique. 
Boris Vannikov prit sa retraite en 1958. Il décéda le 22 février 1962 à Moscou et fut inhumé dans la nécropole du mur du Kremlin.